# Ніко
Ніко (Nico), справжнє ім'я Кріста Пеффген (Christa Päffgen; 16 жовтня 1938, Кельн, Німеччина — 18 липня 1988, Ібіца, Іспанія) — вокалістка, композитор, автор текстів, акторка.

## Біографія
З 14-річного віку Ніко обрала собі професію фотомоделі, яка з часом привела її до середовища європейської богеми. Завдяки знайомству з режисером Федеріко Фелліні, Ніко розпочала акторську кар'єру, отримавши 1959 року роль у його фільмі «La dolce vita». 1964 року Ніко дебютувала як співачка в нью-йоркському клубі «Blue Angels». Незабаром вона перебралась до Лондона, де познайомилась з гітаристом The Rolling Stones Брайном Джонсом та записала перший сингл з витриманими у стилі фолк творами: «Last Mile» та «I'm Not Sayin'» (аранжувальником та продюсером обох творів був Джиммі Пейдж). Згодом Ніко повернулась до Нью-Йорка, де почала співпрацювати з Енді Ворхолом, співаючи у його клубі «Factory», а також знялась у його фільмах: «The Closet» (1965), «Chelsea Girls» (1966) та «I A Man» (1967). Саме з ініціативи Ворхола Ніко приєдналась до The Velvet Underground і зробила немалий внесок до появи дебютного альбому цієї формації. Проте її прагнення співати в усіх творах цієї платівки наштовхнулося на рішучий спротив з боку учасників The Velvet Underground, тому 1967 року Ніко повернулася до сольної кар'єри, записавши альбом «Chelsea Girl». На цій платівці можна було почути, наприклад, три композиції Джексона Брауна, який у цей період акомпанував співачці під час концертів, та твір «I'll Keep It With Mine», написаний Бобом Діланом спеціально для Ніко. Також у запису цього альбому Ніко допомагали колишні колеги з The Velvet Underground — Лу Рід та Джон Кейл. Останній мав кількарічний творчий зв'язок з вокалісткою, продюсуючи її три наступні альбоми.

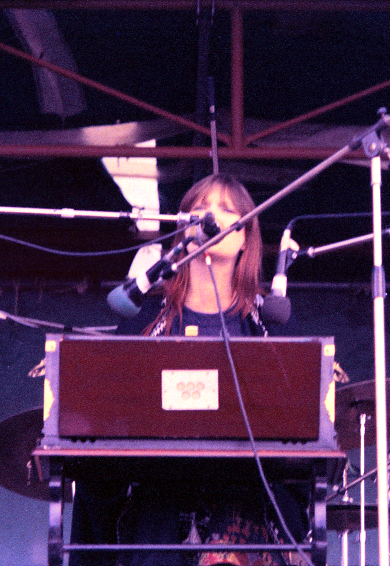
Nico, 1974

1974 року Ніко вирушила у невелике турне Британією, під час якого їй акомпанували Кевін Ейерс, Джон Кейл та Браян Іно. Це товариство виступало під назвою ACNE, а результатом їх концертів став виданий 1974 року альбом «June 1, 1974», що був записаний у лондонському «The Rainbow Theatre».
Того ж року після запису лонгплея «The End» артистка на деякий час припинила роботу у студії і з'явилась там лише у постпанковий період. Німецький елемент її досягнень став натхненням для багатьох формацій цього періоду, наприклад, для Siouxsie & The Banshees, однак записаним у 1980-х роках власним роботам Ніко бракувало хорошого результату та чітко окресленого направлення.
Після лікування від наркотичної залежності Ніко почала повертатись до справжньої творчої форми, однак 18 липня 1988 року під час відпочинку на острові Ібіца вона померла внаслідок крововиливу в мозок.

## Дискографія
- Chelsea Girl (LP, Verve, 1967)
- The Marble Index (LP/CS, Elektra, 1968)
- Desertshore (LP/CS, Reprise, 1970)
- The End (LP, Island, 1974)
- June 1, 1974 (LP, Island, 1974) Запис виступу разом з Кевіном Оєрсом, Джоном Кейлом і Брайєном Іно в Rainbow Theatre (Лондон) 1 червня 1974 р.
- Paris 29.1.72 (LP, 1980) Запис виступу разом з Лу Рідом і Джоном Кейлом в Bataclan (Париж) 29 січня 1972 р.
- Drama of Exile (LP, Aura, 1981)
- Do or Die! (CS, ROIR, 1982) Збірка концертних записів з 1982 р.
- Live in Denmark (LP, VU, 1983) Запис концерту в Club Paramount (Роскілле) 6 жовтня 1982 р.
- The Drama of Exile (LP, Invisible, 1983) Варіант альбому Drama of Exile.
- En personne en Europe (CS, 1/2 Records, 1983) Збірка концертних записів з 1982 і 1983 р.
- Camera Obscura (LP/CS, Beggars Banquet, 1985) Разом з Faction.
- Behind the Iron Curtain (2xLP/CD, Dojo, 1986) Запис концерту в De Doelen, Concertgebouw (Роттердам) 9 жовтня 1985 р.
- Nico in Tokyo (LP/CD, Dojo, 1987) Запис концерту в Live Inn (Токіо) 11 квітня 1986 р.
- The Blue Angel (LP, Aura, 1986) Збірка.
- Live Heroes (LP, Performance, 1986) Збірка концертних записів.
- Hanging Gardens (LP/CD/CS, Emergo/Restless, 1990) Збірка.
- Chelsea Live (CD, Great Expectations, 1992) Запис виступу в Chelsea Town Hall (Лондон) у червні 1985 р.
- Live In Pécs 1985 (CS, Emergo/Restless, 1994) Запис концерту в Печі з 1985 р.
- Heroine (CD, Anagram, 1994) Запис концерту в Library Theatre (Манчестер) з 1980 р.
- Nico's Last Concert: „Fata Morgana“ (CD, Anagram, 1994) Запис концерту в планетарії (Берлін) 6 червня 1988 р.
- Janitor of Lunacy (CD, Visionary Communications, 1996) Запис концерту в Library Theatre (Манчестер) з 1980 р.
- Icon (CD, Cleopatra, 1996) Збірка.
- The Classic Years (CD, Chronicles, 1998) Збірка.
- My Funny Valentine (CD, Records Verlagsges, 1998) Збірка.
- Femme fatale (CD, Jungle, 2002) Збірка.
- Innocent & Vain: An Introduction To Nico (CD, Polydor, 2002) Збірка.
- "Femme fatale": The Best Hits (CD, Universal, 2003) Збірка.
- Femme fatale (The Aura Anthology) (2xCD, Castle Music, 2003) Збірка.
- All Tomorrow's Parties (CD, Purple Pyramid, 2004) Збірка.
- The Frozen Borderline 1968-1970 (2xCD, Elektra/Reprise/Rhino, 2007)  Перевидання альбомів The Marble Index і Desertshore.
- Reims Cathedral: December 13th, 1974 (CD, Cleopatra, 2012) Запис концерту в Реймсі 13 грудня 1974 р.